# Bonnie Pink

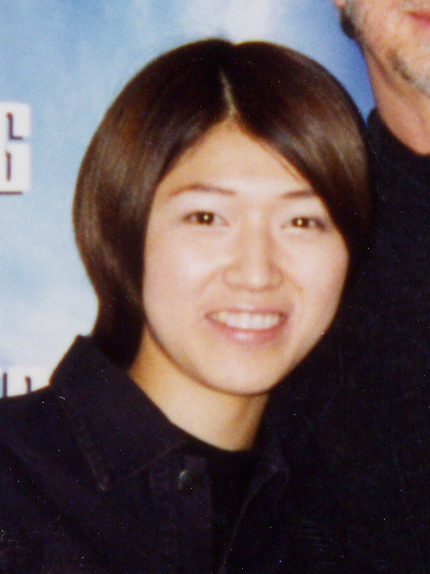
Bonnie Pink

Bonnie Pink (eigentlicher Name: Kaori Asada (浅田 香織); * 16. April 1973 in Kyōto) ist eine japanische Sängerin.

## Leben
Ihr Künstlername hat keine besondere Bedeutung; sie hat ihn sich zufällig ausgesucht, weil ihr die Worte gut gefielen. Sie lebt seit 1998 in New York City und schreibt ihre Lieder selbst, größtenteils in englischer Sprache. Außerdem spielt sie Klavier und Gitarre.
Ihre erste Single Orange veröffentlichte sie 1995 unter ihrem realen Namen. Im selben Jahr erschien das Debüt-Album Blue Jam bei Pony Canyon Records. Sie beschrieb es auf dem Umschlag als eine „Mischung aus bitterem Honig, Blues, vorübergehender Stille, unaufhaltsamem Wahnsinn, Tränen, sauren Weintrauben, hoffnungsvollen Bomben, großer großer Liebe und einigen grünen Äpfeln“ (“mixture of bitter honey, blues music, momentary silence, irresistible madness, teardrops, sourgrapes, hopeful bombs, big big love, and a few green apples”). Ihr Musikstil wird definiert als eine Mischung aus Jazz, Blues, Pop und Rock. Im nächsten Jahr traf sie Tore Johansson, den schwedischen Produzenten der Cardigans, der ein guter Freund wurde und viele ihrer Werke produzierte. 1997 folgte das Album Heaven’s Kitchen. Ihr drittes Album Evil and Flowers von 1998 schrieb sie in der Einsamkeit der schwedischen Landschaft. Sie hoffte, dort Inspiration zu finden, bekam aber Depressionen und verarbeitete den Frust in ihren Liedern.
Bei ihrem vierten Album Let Go arbeitete sie mit Mitchell Froom, dem New Yorker Produzenten von Elvis Costello, Cibo Matto und Suzanne Vega zusammen, der sie als Koproduzentin bezeichnete. Das fünfte Album Just a Girl folgte 2001. Ein Jahr später veröffentlichte sie mit anderen Künstler den Remix re*PINK. Als 2003 und 2004 Present und Even So erschienen, sank ihre Popularität allmählich. Mit der Single A Perfect Sky, die in einem Werbespot mit dem Model Yuri Ebihara Verwendung fand und die erfolgreichste Single in ihrer Karriere war, kehrte im Juni 2006 der Erfolg zurück. Ihr Best-of-Album erreichte ebenfalls hohe Platzierungen in den Charts. Im November desselben Jahres veröffentlichte sie gemeinsam mit m-flo die Single Love Song.
Pinks Single Love is Bubble war die Titelmelodie des japanischen Films Kiraware Matsuko no Isshō (嫌われ松子の一生, Memories of Matsuko), in dem sie auch selbst auftritt. Zwei weitere Songs (Cotton Candy und Last Kiss) wurden in zwei Anime verwendet, Ring A Bell wurde Titelsong des Videospieles Tales of Vesperia. Ihre Single Water Me ist die Filmmusik in Watashitachi no Kyōkasho, einem melancholischen Drama über den Selbstmord eines jungen Mädchens.
Am 7. Juli 2007 trat Bonnie Pink beim Live-Earth-Konzert in ihrer Heimatstadt Kyōto auf.

## Diskografie

### Studioalben
| Jahr | Titel             | Höchstplatzierung, Gesamtwochen, AuszeichnungChartsChartplatzierungen (Jahr, Titel, Platzierungen, Wochen, Auszeichnungen, Anmerkungen) | Anmerkungen                                                    |
| Jahr | Titel             | JP | Anmerkungen                                                    |
| ---- | ----------------- | --- | -------------------------------------------------------------- |
| 1995 | Blue Jam          | JP274 (1 Wo.)JP | Erstveröffentlichung: 21. September 1995                       |
| 1997 | Heaven’s Kitchen  | JP8 Gold · (26 Wo.)JP | Erstveröffentlichung: 16. Mai 1997 Verkäufe JP: + 304.000      |
| 1998 | Evil & Flowers    | JP4 Gold · (14 Wo.)JP | Erstveröffentlichung: 17. März 1998 Verkäufe JP: + 256.000     |
| 2000 | Let Go            | JP10 (7 Wo.)JP | Erstveröffentlichung: 5. April 2000 Verkäufe JP: + 83.000      |
| 2001 | Just a Girl       | JP11 (4 Wo.)JP | Erstveröffentlichung: 24. Oktober 2001 Verkäufe JP: + 46.000   |
| 2003 | Present           | JP8 (9 Wo.)JP | Erstveröffentlichung: 19. Februar 2003 Verkäufe JP: + 65.000   |
| 2004 | Even So           | JP5 (11 Wo.)JP | Erstveröffentlichung: 12. Mai 2004 Verkäufe JP: + 77.000       |
| 2005 | Golden Tears      | JP12 (8 Wo.)JP | Erstveröffentlichung: 21. September 2005 Verkäufe JP: + 42.000 |
| 2007 | Thinking Out Loud | JP5 Gold · (9 Wo.)JP | Erstveröffentlichung: 25. Juli 2007 Verkäufe JP: + 98.000      |
| 2009 | One               | JP5 (10 Wo.)JP | Erstveröffentlichung: 13. Mai 2009 Verkäufe JP: + 37.000       |
| 2010 | Dear Diary        | JP7 (7 Wo.)JP | Erstveröffentlichung: 6. Oktober 2010 Verkäufe JP: + 21.000    |
| 2012 | Chasing Hope      | JP15 (5 Wo.)JP | Erstveröffentlichung: 25. Juli 2012 Verkäufe JP: + 10.000      |
| 2023 | Infinity          | JP49 (2 Wo.)JP | Erstveröffentlichung: 6. September 2023 Verkäufe JP: + 1134    |

### Livealben
| Jahr | Titel       | Höchstplatzierung, Gesamtwochen, AuszeichnungChartsChartplatzierungen (Jahr, Titel, Platzierungen, Wochen, Auszeichnungen, Anmerkungen) | Anmerkungen                                               |
| Jahr | Titel       | JP | Anmerkungen                                               |
| ---- | ----------- | --- | --------------------------------------------------------- |
| 2003 | Pink in Red | — | Erstveröffentlichung: 6. August 2003 Verkäufe JP: + 5.000 |

### Kompilationen
| Jahr | Titel                                              | Höchstplatzierung, Gesamtwochen, AuszeichnungChartsChartplatzierungen (Jahr, Titel, Platzierungen, Wochen, Auszeichnungen, Anmerkungen) | Anmerkungen                                                   |
| Jahr | Titel                                              | JP | Anmerkungen                                                   |
| ---- | -------------------------------------------------- | --- | ------------------------------------------------------------- |
| 1999 | Bonnie’s Kitchen #1                                | JP13 (9 Wo.)JP | Erstveröffentlichung: 17. Dezember 1999 Verkäufe JP: + 79.000 |
| 2000 | Bonnie’s Kitchen #2                                | JP18 (4 Wo.)JP | Erstveröffentlichung: 19. Januar 2000 Verkäufe JP: + 29.000   |
| 2006 | Every Single Day: Complete Bonnie Pink (1995–2006) | JP2 ×2Doppelplatin · (35 Wo.)JP | Erstveröffentlichung: 26. Juli 2006 Verkäufe JP: + 500.000    |

### Remixalben
| Jahr | Titel                        | Höchstplatzierung, Gesamtwochen, AuszeichnungChartsChartplatzierungen (Jahr, Titel, Platzierungen, Wochen, Auszeichnungen, Anmerkungen) | Anmerkungen                                                 |
| Jahr | Titel                        | JP | Anmerkungen                                                 |
| ---- | ---------------------------- | --- | ----------------------------------------------------------- |
| 2002 | Re-Pink: Bonnie Pink Remixes | — | Erstveröffentlichung: 27. Februar 2002 Verkäufe JP: + 4.000 |

### EPs
| Jahr | Titel | Höchstplatzierung, Gesamtwochen, AuszeichnungChartsChartplatzierungen (Jahr, Titel, Platzierungen, Wochen, Auszeichnungen, Anmerkungen) | Anmerkungen                                                   |
| Jahr | Titel | JP | Anmerkungen                                                   |
| ---- | ----- | --- | ------------------------------------------------------------- |
| 1998 | E.P.  | — | Erstveröffentlichung: 20. Mai 1998 Verkäufe JP: + 79.000      |
| 2008 | Chain | JP41 (4 Wo.)JP | Erstveröffentlichung: 26. November 2008 Verkäufe JP: + 10.000 |

### Coveralben
| Jahr | Titel                          | Höchstplatzierung, Gesamtwochen, AuszeichnungChartsChartplatzierungen (Jahr, Titel, Platzierungen, Wochen, Auszeichnungen, Anmerkungen) | Anmerkungen                                                   |
| Jahr | Titel                          | JP | Anmerkungen                                                   |
| ---- | ------------------------------ | --- | ------------------------------------------------------------- |
| 2005 | Reminiscence                   | JP18 (12 Wo.)JP | Erstveröffentlichung: 22. Juni 2005 Verkäufe JP: + 36.000     |
| 2011 | Back Room: Bonnie Pink Remakes | JP17 (5 Wo.)JP | Erstveröffentlichung: 21. September 2011 Verkäufe JP: + 9.000 |

### Singles
| Jahr | Titel Album                                             | Höchstplatzierung, Gesamtwochen, AuszeichnungChartsChartplatzierungen (Jahr, Titel, Album, Platzierungen, Wochen, Auszeichnungen, Anmerkungen) | Anmerkungen                                                                               |
| Jahr | Titel Album                                             | JP | Anmerkungen                                                                               |
| ---- | ------------------------------------------------------- | --- | ----------------------------------------------------------------------------------------- |
| 1995 | Orange Blue Jam                                         | — | Erstveröffentlichung: 20. Oktober 1995                                                    |
| 1996 | Surprise! –                                             | — | Erstveröffentlichung: 19. April 1996                                                      |
| 1996 | Do You Crash? Heaven’s Kitchen                          | — | Erstveröffentlichung: 20. September 1996                                                  |
| 1997 | Heaven’s Kitchen                                        | JP50 (10 Wo.)JP | Erstveröffentlichung: 18. April 1997 Verkäufe JP: + 9.000                                 |
| 1997 | It’s Gonna Rain! Heaven’s Kitchen                       | JP40 (4 Wo.)JP | Erstveröffentlichung: 18. Juni 1997 Verkäufe JP: + 26.000                                 |
| 1998 | Forget Me Not Evil and Flowers                          | JP48 (6 Wo.)JP | Erstveröffentlichung: 4. März 1998 Verkäufe JP: + 31.000                                  |
| 1998 | Kingyo (Goldfisch) Evil and Flowers                     | — | Erstveröffentlichung: 20. Mai 1998                                                        |
| 1998 | Inu to Tsuki (Ein Hund und der Mond) Bonnie’s Kitchen 1 | JP15 (6 Wo.)JP | Erstveröffentlichung: 21. Oktober 1998 Verkäufe JP: + 31.000                              |
| 1999 | Daisy –                                                 | JP10 (5 Wo.)JP | Erstveröffentlichung: 6. Oktober 1999 Verkäufe JP: + 58.000                               |
| 2000 | You Are Blue, So Am I Let Go                            | JP24 (3 Wo.)JP | Erstveröffentlichung: 1. März 2000 Verkäufe JP: + 20.000                                  |
| 2000 | Kako to Genjitsu (Vergangenheit und Gegenwart) Let Go   | — | Erstveröffentlichung: 7. Juni 2000 Verkäufe JP: + 2.000                                   |
| 2000 | Sleeping Child Let Go                                   | — | Erstveröffentlichung: 12. Juli 2000                                                       |
| 2001 | Take Me In Just a Girl                                  | JP30 (2 Wo.)JP | Erstveröffentlichung: 7. Februar 2001 Verkäufe JP: + 16.000                               |
| 2001 | Thinking of You Just a Girl                             | JP28 (4 Wo.)JP | Erstveröffentlichung: 9. Mai 2001 Verkäufe JP: + 21.000                                   |
| 2001 | Nemurenai Yoru (Eine schlaflose Nacht) Just a Girl      | — | Erstveröffentlichung: 29. August 2001 Verkäufe JP: + 6.000                                |
| 2003 | Tonight, the Night Present                              | JP29 (8 Wo.)JP | Erstveröffentlichung: 22. Januar 2003 Verkäufe JP: + 21.000                               |
| 2004 | Private Laughter Even So                                | JP30 (5 Wo.)JP | Erstveröffentlichung: 21. Januar 2004 Verkäufe JP: + 12.000                               |
| 2004 | Last Kiss Even So                                       | JP24 (7 Wo.)JP | Erstveröffentlichung: 7. April 2004 Verkäufe JP: + 13.000                                 |
| 2005 | So Wonderful Golden Tears                               | JP46 (5 Wo.)JP | Erstveröffentlichung: 3. August 2005 Verkäufe JP: + 7.000                                 |
| 2006 | Love Is Bubble Every Single Day                         | JP28 (10 Wo.)JP | Erstveröffentlichung: 10. Mai 2006 Verkäufe JP: + 14.000                                  |
| 2006 | A Perfect Sky Every Single Day / Thinking Out Loud      | JP5 ×2Gold + Doppelplatin (Digital) · (15 Wo.)JP                                                                                               | Erstveröffentlichung: 28. Juni 2006 · Verkäufe JP: + 133.000 · + JP: Diamant (Klingelton) |
| 2007 | Anything For You Thinking Out Loud                      | JP9 (9 Wo.)JP | Erstveröffentlichung: 28. März 2007 Verkäufe JP: + 26.000                                 |
| 2007 | Water Me Thinking Out Loud                              | JP8 Gold (Digital) · (8 Wo.)JP | Erstveröffentlichung: 6. Juni 2007 Verkäufe JP: + 33.000                                  |
| 2008 | Ring a Bell / Kane wo Narashite One                     | JP9 Platin (Digital) · (13 Wo.)JP | Erstveröffentlichung: 6. August 2008 Verkäufe JP: + 33.000                                |
| 2009 | Joy / Happy Ending One                                  | JP24 (6 Wo.)JP | Erstveröffentlichung: 8. April 2009 Verkäufe JP: + 5.000                                  |
| 2010 | Kite Dear Diary                                         | JP47 (3 Wo.)JP | Erstveröffentlichung: 22. September 2010 Verkäufe JP: + 3.000                             |
| 2012 | Tsumetai Ame Chasing Hope                               | JP26 (3 Wo.)JP | Erstveröffentlichung: 29. Februar 2012 Verkäufe JP: + 5.000                               |
| 2012 | Machi no Namae Chasing Hope                             | JP61 (1 Wo.)JP | Erstveröffentlichung: 4. Juli 2012 Verkäufe JP: + 1.000                                   |

### Videoalben
| Jahr | Titel                                                | Höchstplatzierung, Gesamtwochen, AuszeichnungChartsChartplatzierungen (Jahr, Titel, Platzierungen, Wochen, Auszeichnungen, Anmerkungen) | Anmerkungen                              |
| Jahr | Titel                                                | JP | Anmerkungen                              |
| ---- | ---------------------------------------------------- | --- | ---------------------------------------- |
| 2002 | B.P.V. Vol. 1 (1995–1998)                            | — | Erstveröffentlichung: 20. Februar 2002   |
| 2003 | B.P.V. Vol. 2 (1999–2003)                            | — | Erstveröffentlichung: 26. Februar 2003   |
| 2003 | Pink in Red                                          | — | Erstveröffentlichung: 26. Februar 2003   |
| 2005 | Bonnie Pink Goes Overseas                            | JP126 (1 Wo.)JP | Erstveröffentlichung: 21. September 2005 |
| 2006 | Tour 2005: Golden Tears                              | JP47 (4 Wo.)JP | Erstveröffentlichung: 23. August 2006    |
| 2008 | Tour 2007: Thinking Out Loud Final at Nippon Budokan | JP29 (2 Wo.)JP | Erstveröffentlichung: 9. April 2008      |